# 신차로
신차로(Sincha-ro)는 경상남도 산청군 신안면에서 문대삼거리에서 거창군 신원면 수원삼거리를 잇는 도로이다.

## 주요 경유지
경상남도
- 산청군 (신안면 - 신등면 - 차황면) - 거창군 (신원면)

## 노선 경로
| 이름          | 접속 노선                            | 경유지 | 경유지 | 비고                     |
| ------------- | ------------------------------------ | ------ | ------ | ------------------------ |
| 문대삼거리    | 국도 제20호선 (지리산대로)           | 산청군 | 신안면 |                          |
| (이름없음)    | 지방도 제1089호선 (신등가회로)       | 산청군 | 신등면 |                          |
| (이름없음)    | 국가지원지방도 제60호선 (정곡척지로) | 산청군 | 신등면 |                          |
| 율현교        |                                      | 산청군 | 신등면 |                          |
| (이름없음)    | 친환경로                             | 산청군 | 차황면 |                          |
| 황산교삼거리  | 친환경로3561번길                     | 산청군 | 차황면 |                          |
| (이름없음)    | 지방도 제1026호선 (오동로)           | 산청군 | 차황면 | 지방도 제1026호선과 중복 |
| (이름없음)    | 지방도 제1026호선 (차황대병로)       | 산청군 | 차황면 | 지방도 제1026호선과 중복 |
| 과정1교       |                                      | 거창군 | 신원면 |                          |
| 과정2교       |                                      | 거창군 | 신원면 |                          |
| 과정삼거리    | 지방도 제1034호선 (청수로)           | 거창군 | 신원면 |                          |
| 양지삼거리    | 지방도 제1089호선 (밤티재로)         | 거창군 | 신원면 | 지방도 제1089호선과 중복 |
| 수원삼거리    | 지방도 제1089호선 (서부로)           | 거창군 | 신원면 | 지방도 제1089호선과 중복 |
| 서부로와 직결 |                                      |        |        |                          |

## 주요건물및 시설
- HD현대오일뱅크 단계주유소 (신차로 481/외고리 156-1)
- 신등119지역대 (신차로 492/단계리 771-3)
- 단계초등학교 (신차로 514/단계리 663)
- 서단새마을회관 (신차로 535/단계리 598-3)
- 신등면 사무소 (신차로 576/단계리 845)
- GS칼텍스 차황주유소 (신차로 1787/신기리 614-1)
- 신원초등학교 (신차로 3053/과정리 199-4)
- 농협 신원농협 하나로마트 (신차로 3054/과정리 154)
- 신원면 사무소 (신차로 3067/과정리 187-7)
- 신원파출소 (신차로 3071/과정리 187-16)
- 거창신원우체국 (신차로 3073/과정리 413-3)
- 신원보건지소 (신차로 3079/과정리 413-1)
- 농협 남거창농협주유소 신원지점 (신차로 3099/과정리 309-3)
- 신원119지역대 (신차로 3101/과정리 310)